# Philip Ahn
Philip Ahn (안필립?, 安必立LR, An Pil-lipMR; Los Angeles, 29 marzo 1905 – Los Angeles, 28 febbraio 1978) è stato un attore statunitense di origini coreane.
Fu il primo attore statunitense di origini asiatiche a ricevere una stella nella Hollywood Walk of Fame come premio per il suo contributo nell'industria cinematografica.

## Biografia
Ahn nacque a Los Angeles nel quartiere di Highland Park da genitori coreani. I suoi genitori emigrarono nel 1902 negli Stati Uniti e furono la prima coppia di coreani sposati ammessa nel paese; sua madre, Helen Lee, fu la seconda donna coreana ammessa nel paese. Il padre di Ahn, Dosan Ahn Chang-ho, fu un educatore e un attivista per l'indipendenza della Corea durante il periodo coloniale. Sua sorella Susan fu la prima donna asio-americana a ricoprire la posizione di ufficiale d'artiglieria nella marina statunitense. Quando frequentava la scuola superiore, Ahn visitò il set del film Il ladro di Bagdad (1924), dove incontrò l'attore Douglas Fairbanks. Fairbanks propose ad Ahn una prova di recitazione e successivamente gli fu assegnata una piccola parte nel film.
Dopo aver superato la scuola superiore nel 1923, Ahn andò a lavorare nelle risaie attorno a Colusa. La terra era di proprietà della Hung Sa Dan (Young Korean Academy in inglese), movimento di indipendenza coreano, il quale addestrava i coreani per farli diventare leader del loro paese una volta libero del dominio giapponese. Dal momento che i coreani non potevano possedere terre in California, l'Academy intestò la proprietà a nome di Ahn. Sfortunatamente, la coltivazione di riso fallì a causa delle forti piogge e Ahn si ritrovò con enormi debiti. Per ripagare il tutto e per contribuire a sostenere la sua famiglia decise di andare a lavorare come operatore d'ascensore a Los Angeles.

## Vita personale
Ahn partecipò attivamente alle iniziative della comunità coreana di Los Angeles, impegnandosi anche a gemellare Los Angeles con Pusan, città coreana. Ha anche contribuito a portare la Campana coreana dell'Amicizia (la Korean Bell of Friendship) a San Pedro, quartiere di Los Angeles. Successivamente la Campana comparve nelle riprese di alcuni film. Ahn fu nominato anche sindaco onorario di Panorama City, carica che ricoprì per vent'anni.

## Filmografia parziale

### Cinema
- Desirable, regia di Archie Mayo (1934) - non accreditato
- A Scream in the Night, regia di Fred C. Newmeyer (1935)
- Shanghai, regia di James Flood (1935)
- Anything Goes regia di Lewis Milestone (1936) - non accreditato
- Annie del Klondike (Klondike Annie), regia di Raoul Walsh (1936) - non accreditato
- L'oro della Cina (The General Died at Dawn), regia di Lewis Milestone (1936)
- Cin Cin (Stowaway), regia di William A. Seiter (1936)
- Counterfeit Lady, regia di D. Ross Lederman (1936) - non accreditato
- La buona terra (The Good Earth), regia di Sidney Franklin (1937) - non accreditato
- China Passage, regia di Edward Killy (1937)
- I Promise to Pay, regia di D. Ross Lederman (1937)
- Roaring Timber, regia di Phil Rosen (1937)
- Tigre verde (Think Fast, Mr. Moto), regia di Norman Foster (1937)
- Hollywood (Something to Sing About), regia di Victor Schertzinger (1937)
- Tex Rides with the Boy Scouts, regia di Ray Taylor (1937)
- La figlia di Shanghai (Daughter of Shanghai), regia di Robert Florey (1937)
- Thank You, Mr. Moto, regia di Norman Foster (1937)
- Sotto il cielo delle Hawaii (Hawaii Calls), regia di Edward F. Cline (1938)
- Red Barry, regia di Ford Beebe e Alan James (1938)
- Charlie Chan in Honolulu, regia diH. Bruce Humberstone (1938)
- A nord di Shanghai (North of Shanghai), regia di D. Ross Lederman (1939)
- King of Chinatown, regia di Nick Grinde (1939)
- Panama Patrol, regia di Charles Lamont (1939)
- Island of Lost Men, regia di Kurt Neumann (1939) non accreditato
- Passaggio conteso (Disputed Passage), regia di Frank Borzage (1939)
- Barricade, regia di Gregory Ratoff (1939)
- The Shadow, regia di James W. Horne (1940) - non accreditato
- Drums of Fu Manchu, episodio 4, regia di John English e William Witney (1940) non accreditato
- Let's Get Tough!, regia di Wallace Fox (1942)
- Ragazza cinese (China Girl), regia di Henry Hathaway (1942)
- The Adventures of Smilin' Jack, regia di Lewis D. Collins e Ray Taylor (1943)
- Verso l'ignoto (The Amazing Mrs. Holliday), regia di Bruce Manning (1943)
- Ho salvato l'America (They Got Me Covered), regia di David Butler (1943)
- La storia del dottor Wassell (The Story of Dr. Wassell), regia di Cecil B. DeMille (1944)
- Le chiavi del paradiso (The Keys of the Kingdom), regia di John M. Stahl (1944)
- Gli eroi del Pacifico (Back to Bataan), regia di Edward Dmytryk (1945)
- La legione dei condannati (Rogues' Regiment), regia di Robert Florey (1948)
- Okinawa (Halls of Montezuma), regia di Lewis Milestone (1951)
- China Corsair, regia di Ray Nazarro (1951)
- L'avventuriero di Macao (Macao), regia di Josef von Sternberg (1952)
- Avventura in Cina (China Venture), regia di Don Siegel (1953)
- Essi vivranno! (Battle Circus), regia di Richard Brooks (1953)
- Il trono nero (His Majesty O'Keefe), regia di Byron Haskin (1954)
- La casbah di Honolulu (Hell's Half Acre), regia di John H. Auer (1954)
- L'amore è una cosa meravigliosa (Love Is a Many-Splendored Thing), regia di Henry King (1955)
- La mano sinistra di Dio (The Left Hand of God), regia di Edward Dmytryk (1955)
- Il giro del mondo in 80 giorni (Around the World in Eighty Days), regia di Michael Anderson (1956) - non accreditato
- Inno di battaglia (Battle Hymn), regia di Douglas Sirk (1957)
- Nemici di ieri (Yesterday's Enemy), regia di Val Guest (1959)
- Sacro e profano (Never So Few), regia di John Sturges (1959)
- Confessioni di un fumatore d'oppio (Confessions of an Opium Eater), regia di Albert Zugsmith (1962)
- Il dominatore (Diamond Head), regia di Guy Green (1962)
- Paradiso hawaiano (Paradise, Hawaiian Style), regia di Michael D. Moore (1966)
- Millie (Thoroughly Modern Millie), regia di George Roy Hill (1967)
- Il gabbiano Jonathan (Jonathan Livingston Seagull), regia di Hall Bartlett (1973)
- Ritratto di un killer (Portrait of a Hitman), regia di Allan A. Buckhantz (1979)

### Televisione
- Le avventure di Jet Jackson (Captain Midnight) – serie TV, episodio 1x22 (1955)
- TV Reader's Digest – serie TV, episodi 1x22-2x04 (1955)
- Crossroads – serie TV, episodi 1x08-1x11-1x15 (1955-1956)
- Navy Log – serie TV, episodi 1x18-3x07 (1956-1957)
- The Alcoa Hour – serie TV, episodio 2x12 (1957)
- Telephone Time – serie TV, episodio 2x34 (1957)
- Have Gun - Will Travel – serie TV, 2 episodi (1958-1960)
- General Electric Theater – serie TV, episodio 8x13 (1959)
- Avventure in paradiso (Adventures in Paradise) – serie TV, episodi 1x10-2x08-2x33-3x19 (1959-1962)
- Ricercato vivo o morto (Wanted: Dead or Alive) – serie TV, episodio 2x32 (1960)
- Tightrope – serie TV, episodio 1x28 (1960)
- Scacco matto (Checkmate) – serie TV, episodio 1x05 (1960)
- Pete and Gladys – serie TV, episodio 1x13 (1960)
- Hong Kong – serie TV, episodi 1x12-1x19 (1960-1961)
- Hawaiian Eye – serie TV, episodi 1x27-2x06-2x34-4x04 (1960-1962)
- Fred Astaire (Alcoa Premiere) – serie TV, episodio 1x03 (1961)
- Follow the Sun – serie TV, episodi 1x02-1x19 (1961-1962)
- The New Breed – serie TV, episodio 1x27 (1962)
- Ensign O'Toole – serie TV, episodio 1x17 (1963)
- Bonanza – serie TV, episodio 5x28 (1964)
- Gli inafferrabili (The Rogues) – serie TV, episodio 1x26 (1965)
- Le spie (I Spy) – serie TV, 2 episodi (1965-1967)
- Selvaggio west (The Wild Wild West) – serie TV, episodio 1x17 (1966)
- Kronos - Sfida al passato (The Time Tunnel) – serie TV, episodio 1x17 (1967)
- Io e i miei tre figli (My Three Sons) – serie TV, episodio 8x26 (1968)

## Doppiatori italiani
- Bruno Persa in Sacro e profano, Il dominatore, Il corridoio della paura
- Lauro Gazzolo in La storia del dottor Wassell, La casbah di Honolulu
- Giorgio Capecchi in Gli eroi del Pacifico
- Manlio Busoni in Okinawa
- Massimo Turci in L'avventuriero di Macao
- Amilcare Pettinelli in Inno di battaglia